# Matthias Mehringer
Matthias Mehringer, né le 10 août 1982 à Traunstein, est un coureur du combiné nordique allemand.

## Biographie
Licencié au club de Ruhpolding, il commence sa carrière dans la Coupe du monde B lors de la saison 1998-1999. Il y obtient son premier podium en 2000 à Garmisch-Partenkirchen. Aux Championnats du monde junior 2001, il remporte son premier titre sur la course par équipes.
Dans la Coupe du monde, il fait ses débuts en décembre 2000 à Lillehammer et marque ses premiers points le même hiver.
En mars 2003, il remporte l'unique victoire de sa carrière internationale dans la Coupe du monde B à Stryn.
Lors de la saison 2004-2005, il est utilisé à de multiples reprises dans la Coupe du monde, y réalisant deux résultats dans le top vingt, dont une 17e place à Ruhpolding, soit son meilleur résultat à ce niveau.
Il prend sa retraite sportive en 2006.

## Palmarès

### Coupe du monde
- Meilleur classement général : 40e en 2005.
- Meilleur résultat individuel : 17e.

#### Différents classements en Coupe du monde
| Année     | Classement général final |
| --------- | ------------------------ |
| 1999-2000 | 58e                      |
| 2003-2004 | 52e                      |
| 2004-2005 | 40e                      |

### Coupe du monde B
- 2e du classement général en 2003.
- 4 podiums, dont 1 victoire.

### Championnats du monde junior
- Médaille d'or de l'épreuve par équipes en 2001 à Karpacz.